# Eupatinapta
Genre
Eupatinapta est un genre d'holothuries (concombres de mer) de la famille des Synaptidae. 

## Liste des espèces
Selon World Register of Marine Species (16 décembre 2014) :
- Eupatinapta acanthia (Clark, 1899)
- Eupatinapta multipora (Clark, 1924)